# Нсереко, Савио
Савио Нсереко (англ. и суахили Savio Nsereko; 27 июля 1989, Кампала) — немецкий футболист, полузащитник.

## Карьера
Савио Нсереко начал свою карьеру в немецком клубе «Мюнхен 1860». В возрасте 16 лет он перешёл в итальянскую «Брешию», дебютировав в её составе в матче с «Кротоне». Всего за «Брешию» он провёл 23 матча и забил 3 гола, прежде, чем был куплен английским «Вест Хэм Юнайтед».
«Вест Хэм» приобрёл Савио за 9 миллионов фунтов, подписав с ним контракт на четыре с половиной года. Савио получил майку с номером 10 и именем «Савио», примерив её впервые 28 января в матче против «Халл Сити», в котором его клуб одержал победу 2:0. Нсереко сыграл важную роль в матче против «Манчестер Сити», на 71-й минуте отдав голевую передачу на Джека Коллисона.
Савио не смог закрепиться в «Вест Хэме», лишь один раз выйдя в стартовом составе и ни разу не забив за десять матчей. Он был продан в «Фиорентину» в обмен на 3 миллиона евро и Мануэла Да Кошту. По условиям сделки, если «Фиорентина» захочет продать Савио, то «Вест Хэм» получит 50 процентов от суммы трансфера.
18 января 2010 года Савио отправился в аренду в «Болонью».
22 декабря 2013 года подписал контракт с казахстанским клубом «Атырау».

## Происшествия
15 сентября 2011 года было объявлено, что Нсереко пропал без вести. Футболист объявлен в розыск.

## Достижения
- Чемпион Европы по футболу среди юношей до 19 лет: 2008